# Ceuthauxus mediator
Ceuthauxus mediator är en mångfotingart som beskrevs av Chamberlin 1947. Ceuthauxus mediator ingår i släktet Ceuthauxus och familjen Rhachodesmidae. Inga underarter finns listade i Catalogue of Life.